# Lac des Brenets
Ne doit pas être confondu avec lac Brenet.
Pour les articles homonymes, voir Brenet.
Le lac des Brenets (appellation suisse) ou lac de Chaillexon (appellation française) est une retenue d'eau naturelle à la frontière de la France (Haut-Doubs, département du Doubs) et de la Suisse (Montagnes neuchâteloises, canton de Neuchâtel).

## Caractéristiques
Il a été creusé au quaternaire par le glissement d'un glacier dans un domaine calcaire et marno-calcaire du massif du Jura puis formé grâce à un barrage naturel sur le Doubs créé par un écroulement rocheux durant le Pléistocène, il y a 12 000 ans environ.
Il se compose de trois bassins dont les deux derniers sont appelés gorges du Doubs, surplombés de part et d'autre de falaises boisées d'environ 50 mètres de haut. Il se termine par un entonnoir et une chute d'eau de 27 mètres appelée Saut du Doubs, près des Brenets et de Villers-le-Lac.
Le côté suisse du Doubs est relié par une passerelle au côté français, à quelques centaines de mètres de la chute du Saut du Doubs, où l'on trouve côté suisse le hameau de Saut-du-Doubs et un restaurant.
La chute, plus spectaculaire en saison pluvieuse, fait partie des sites classés par le ministère chargé de l'environnement. Des aménagements du côté français permettent d'avoir une vue excellente de la chute.
L'altitude du bassin versant du lac varie de 750 m à 1 460 m.
|  |  |

## Tourisme
Pendant la belle saison, des navettes circulent sur le lac, permettant aux touristes d'admirer les rochers le surplombant. Des croisières en bateau-mouche sont proposées au départ de Villers-le-Lac et des Brenets ainsi qu'un circuit franco-suisse avec un aller en calèche par les crêtes côté France, un retour en bateau par les gorges côté Suisse.

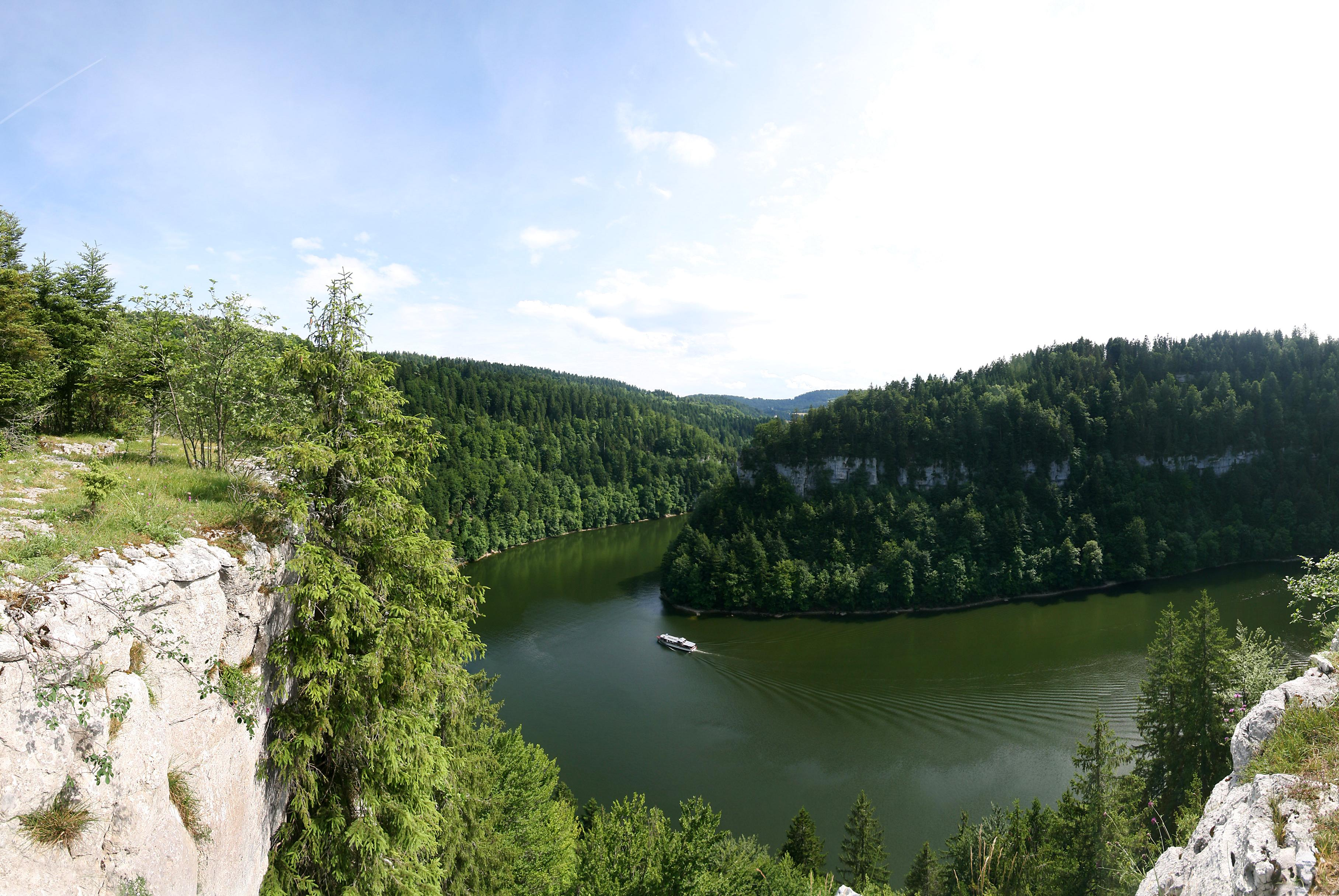
Le lac des Brenets.
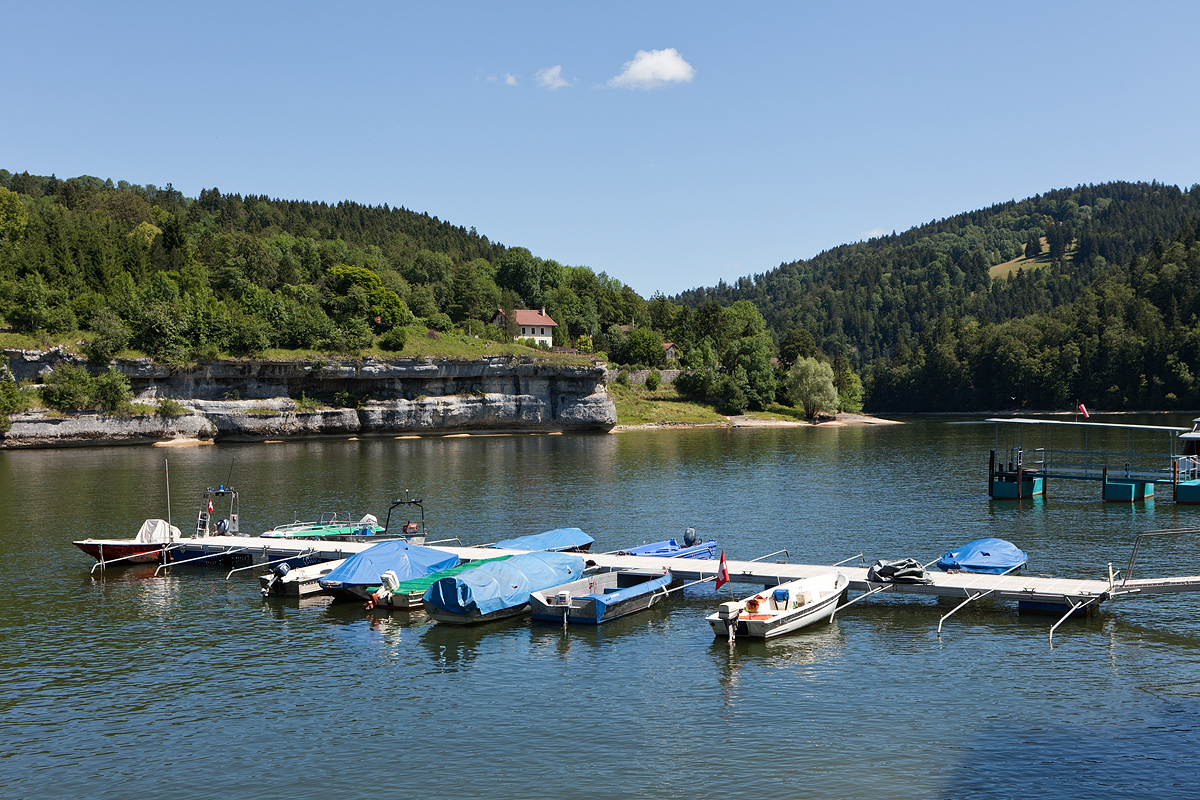
Autre vue du lac des Brenets
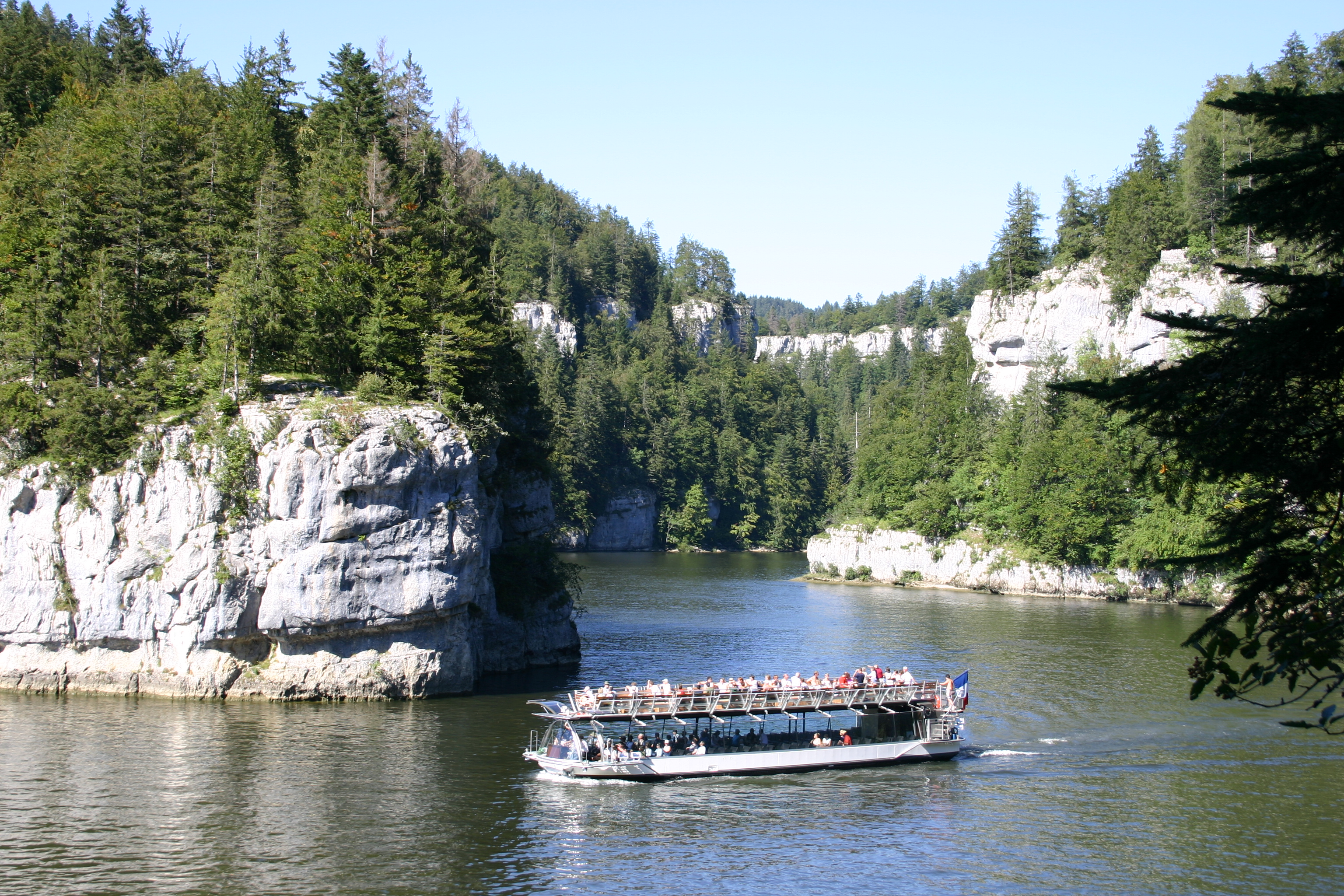
Bateau croisière sur le lac de Chaillexon.

### Sécheresse de 2018
Hormis une situation peu ou prou comparable intervenue en 1947, le lac, victime de la sécheresse estivale, se situe à sept mètres en dessous de son niveau habituel durant l'automne 2018, perdant en moyenne seize centimètres d’eau par jour. Du coup, les bateaux reposant sur la vase, toute forme de navigation, touristique incluse, s'en trouve compromise, puis annulée avant d'être reportée sine die. Fin octobre de cette même année, le lac ayant perdu 14,11 mètres de profondeur depuis l'été, se trouve quasiment à sec,.

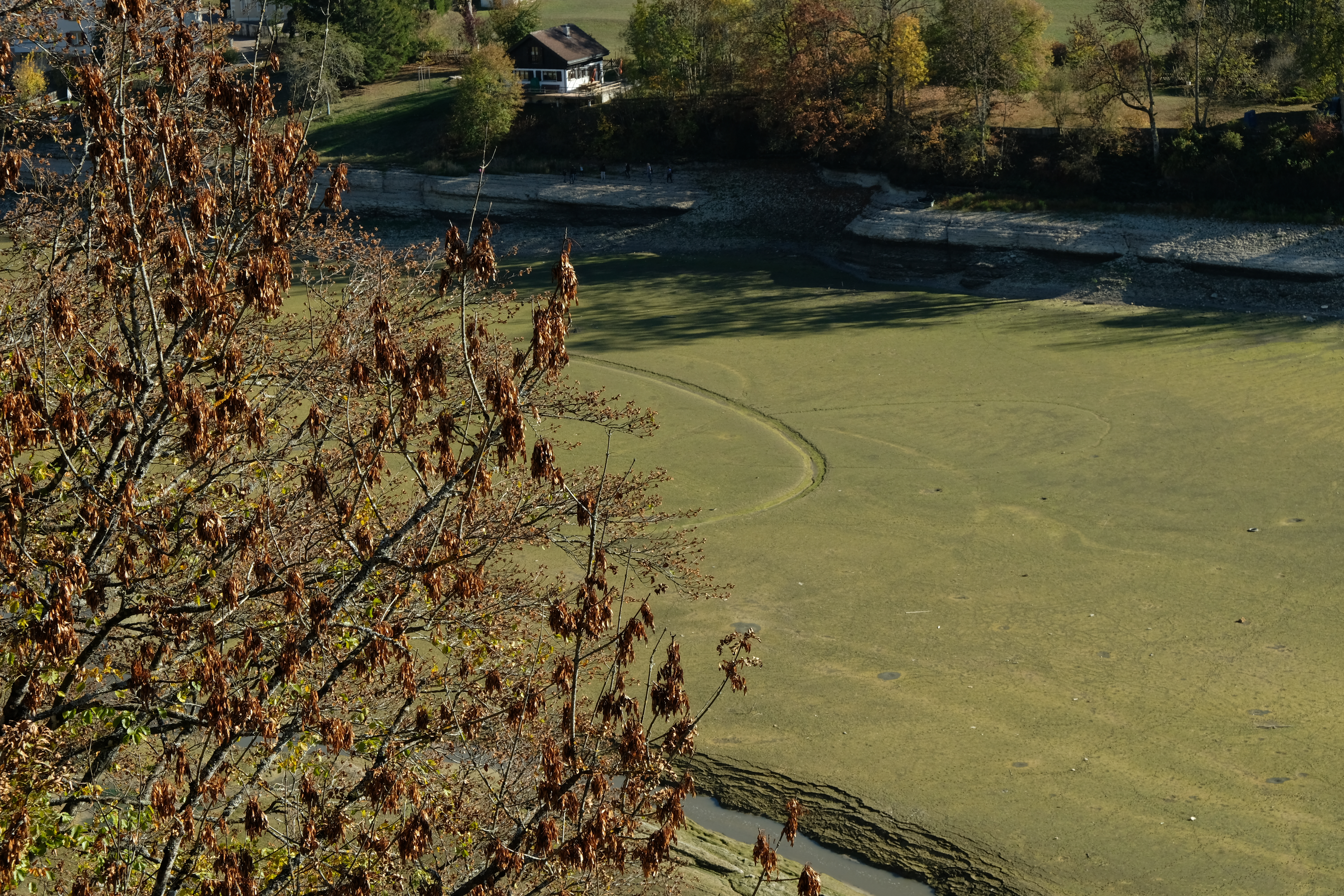
Le lac à sec fin octobre 2018

### Sécheresse de 2022
La sécheresse de 2022 est la plus grave que ce lac aie jamais connu ; l'arrêt de la navigation date du 15 juillet.

## Anecdote
Entre 1947 et 1962, l'abbé Robert Simon, surnommé également « le curé volant, », est connu pour avoir fait plus de 110 plongeons de haut vol, à 40 mètres de hauteur, pour récolter de l'argent afin de sauver sa paroisse de Saône dans le Doubs et pour sauver les sans-logis. Il fit en particulier de nombreux plongeons dans le lac des Brenets, le premier en 1950, ainsi qu'un dernier plongeon à l'âge de 70 ans le 3 juillet 1983.